# Christian Schleiden
Christian Schleiden (født 27. juni 1777 på Lillehorn ved Læk, død 8. november 1833 i San Simon de Angangueo, Mexico) var en holstensk godsejer, far til Rudolf Schleiden.
Han var søn af Matthias Jacob Schleiden til Lillehorn ved Læk (død 1802) og Anna Maria f. Langheim (1744 – 21. marts 1818) og var født 27. juni 1777 på Lillehorn. Han begyndte som købmand i Malaga, men blev på grund af krigsbegivenhederne 1807 nødt til at opgive sin forretning og bosatte sig i Bremen, hvorfra han drev en storartet smughandel på Helgoland, der i et års tid indbragte ham 200.000 Rigsdaler, således at han 1811 kunne købe godset Ascheberg ved Plön for 265.000 Rdl. 
Som ærlig patriot skrev han her 1815 Das wahre Verhältniss des Herzogthums Schleswig zum Königreich Dänemark, hvori han med varme udtalte, at Slesvig ikke ville skilles fra det danske rige, af hvilket det 1721 atter var blevet en provins. Udbyttet af pjecens salg, 144 Rdl., sendte han Frederik VI til Fonden for Saarede og Faldnes Efterladte. Skriftet vakte stor opsigt og fremkaldte en hel litteratur. Nicolaus Falck blev af de kielske slesvig-holstenere udset til at skrive imod Schleiden, medens Johan Frederik Vilhelm Schlegel støttede ham i sin Aperçu, der atter fremkaldte en protest fra Ridderskabets side. På grund af de vanskelige pengeforhold gik det tilbage for Schleiden, og 1824 gik han fallit. Året efter drog han som befuldmægtiget for et tysk-amerikansk bjergværksselskab til Mexico, overtog 1828 posten som direktør for selskabet, som havde sæde i Elberfeld, men vendte 1831 tilbage til Mexico og døde der 8. november 1833 i byen San Simon de Angangueo.
Han havde 25. januar 1806 ægtet Elisabeth Charlotte Wilhelmine von Nuys (9. juli 1785 på Julianenburg ved Aurich i Ostfriesland – 5. marts 1874 i Freiburg), datter af kommerceråd Rudolph Christoph von Nuys.